# The Saga of Tanya the Evil
The Saga of Tanya the Evil (яп. 幼女戦記 Ё:дзё Сэнки, букв. «Военный журнал маленькой девочки») — ранобэ, написанное Карло Дзэном и иллюстрированное Синобу Синоцуки. Издательство Enterbrain с октября 2013 года опубликовало девять книг. На их основе в журнале Comp Ace с 26 апреля 2016 года издаётся манга от иллюстратора Тики Тодзё. С 6 января по 31 марта 2017 года на различных телеканалах Японии происходил показ 12-серийного аниме, созданного студией NUT. В январе 2018 года был анонсирован грядущий выход полнометражного фильма, события которого будут являться продолжением сериала, премьера полнометражного фильма состоялась 8 февраля 2019 года. 19 июня 2021 года было официально сообщено о начале производства второго сезона аниме, премьера ожидается в 2023-2024 году.

## Создание
Первоначально Дзэн выпускал свой роман The Saga of Tanya the Evil (яп. 幼女戦記 Ё:дзё сэнки, «Военные хроники маленькой девочки») на сайте для писателей-любителей Arcadia. Свой выбор он обосновал тем, что на нём нет ранговой системы, и поэтому большую роль играет отклик от читателей, благодаря которым писателю удалось научиться лучше писать.
Сеттинг Первой мировой войны Дзэн использовал, так как она практически неизвестна в Японии, и он хотел познакомить читателей с тем, чем она может быть интересна, вкупе с тем, как сильно она изменила обстановку на мировой арене; вместе с тем Карло включил в работу элементы и Второй мировой, в качестве компромисса. В то же время автор избегал любого упоминация нацизма, так как ненавидит его, а также потому что это загнало бы его в определённые рамки и поставило бы точку в вопросе, какая из сторон конфликта в сюжете есть зло. Суть сеттинга он объяснил так: что если бы Первая мировая война разразилась позже, после объединения всех немецкоязычных народов одну большую империю? Также автор говорил, что назвал одного из персонажей Мэри Сью намеренно: «Влияние Мэри на сюжет напоминает божественное вмешательство».

## Сюжет
Японский белый воротничок-атеист в момент своей гибели встречается с Творцом, которого он называет «существом X». Решив, что неверие главного героя вызвано слишком лёгкой мирной жизнью в современном обществе, состоящим из потребления, «существо Х» с целью развенчания неверия приговаривает его к реинкарнации в мире, где вместе с наукой и техникой развивается магия, в молодом государстве, находящемся на пороге войны с пограничными ему странами.
Главный герой рождается девочкой-подкидышем по имени Таня. Таня обладает магическими способностями и поэтому подлежит призыву в имперскую армию, несмотря на пол и возраст. Чтобы повысить свои шансы на выживание, она решает не дожидаясь призыва пойти добровольцем в офицерскую школу, в надежде сделать штабную карьеру, получить место в тылу и, тем самым, снизить шанс своей смерти. Однако в результате собственных действий она становится для генерального штаба образцовым боевым офицером и систематически попадает на самые опасные участки боевых действий, а попытки помочь Генштабу быстрее привести войну к завершению с использованием опыта исходной вселенной втягивают Империю в мировую войну.

## Персонажи
Та́ня фон Де́гуршафф (яп. ターニャ・フォン・デグレチャフ Та:ня фон Дэгурэтяфу)
Протагонист, реинкарнация бывшего японского менеджера-карьериста, имевшего атеистические и социал-дарвинистские взгляды на жизнь. Он переродился как девочка-подкидыш, которая в возрасте 7 лет в приюте прошла тестирование на наличие магических способностей, и, показав выдающийся результат, добровольцем записалась в боевые маги в надежде сделать штабную карьеру. После кадетского корпуса начинает службу магом-корректировщиком артиллерии. В дальнейшем служит магом-испытателем: принимает участие в разработке экспериментального талисмана «Элиниум-95», становится единственным магом, способным контролировать и использовать его в бою. Позднее также упоминается про талисман модели «Элиниум-97». Затем в звании лейтенанта командует звеном магов. После окончания военной академии (за успехи в учёбе в которой получила личное дворянство и приставку к фамилии «фон») создала и приняла командование элитным мобильным 203-м магическим крылом и была повышена до майора. Безжалостна и нетерпима к чужим неудачам, использует экстремальные методы обучения и наказания. Блондинка с голубыми глазами; в силу возраста и плохого питания в сиротском приюте имеет низкий рост, хрупкое телосложение и любит шоколад.
Виктория Ивановна Серебрякова «Виша» (яп. ヴィクトーリヤ・イヴァーノヴナ・セレブリャコーフ (ヴィーシャ) Ви:куто:рия Ивуа:новуна Сэрэбуряко:фу "Ви:ся")
Маг Имперской авиации. В детстве с родителями бежала от революции из «заснеженной Москвы». По призыву капралом попадает в звено лейтенанта Тани фон Дегуршафф, рекомендована Таней в офицерскую школу. После выпуска в звании лейтенанта назначена адъютантом Тани фон Дегуршафф, участвовала в формировании 203-го крыла и проходила жёсткий курс обучения вместе с остальными бойцами крыла. Служит с Таней дольше всех бойцов крыла и считает, что Таня действительно заботится о своих подчинённых и её жестокое обращение с ними, в конечном счёте, направлено на то, чтобы обеспечить их выживание.
Эрих фон Ре́руген (яп. エーリッヒ・フォン・レルゲン Э:риххи фон Рэругэн)
Подполковник Императорской армии, знает Таню с тех пор, как она поступила в армию. Считает Таню монстром в теле маленькой девочки.
Ансон Сью (яп. アンソン・スー Ансон Су:)
Является капитаном 5-го магического воздушного крыла. У него есть дочь по имени Мэри Сью. После смерти своего начальника был повышен в звании до полковника.

## Медиа

### Ранобэ
Ранобэ написано Карло Дзэном и проиллюстрированы Синобу Синоцуки. Первоначально оно выходили на веб-сайте arcadia, а после было приобретено издательством Enterbrain. Первый том был выпущен 31 октября 2013 года, а по состоянию на 12 января 2018 года было выпущено девять томов. К третьему тому прилагался диск с радиопостановкой.
| № | Заглавие                                                   | Япония: дата публикации | Япония: ISBN           |
| - | ---------------------------------------------------------- | ----------------------- | ---------------------- |
| 1 | Deus lo vult «На то воля Божья»                            | 31 октября 2013 г.      | ISBN 978-4-04-729173-7 |
| 2 | Plus Ultra «За пределы»                                    | 31 мая 2014 г.          | ISBN 978-4-04-729569-8 |
| 3 | The Finest Hour «Звёздный час»                             | 29 ноября 2014 г.       | ISBN 978-4-04-730037-8 |
| 4 | Dabit deus his quoque finem. «Бог положит этому конец»     | 29 июня 2015 г.         | ISBN 978-4-04-730474-1 |
| 5 | Abyssus abyssum invocat «Бездна взывает к бездне»          | 30 января 2016 г.       | ISBN 978-4-04-730902-9 |
| 6 | Nil admirari «Ничему не удивляйся»                         | 30 июля 2016 г.         | ISBN 978-4-04-734210-1 |
| 7 | Ut sementem feceris, ita metes «Что посеешь, то и пожнёшь» | 28 декабря 2016 г.      | ISBN 978-4-04-734407-5 |
| 8 | In omnia paratus «Будь готов ко всему»                     | 20 июня 2017 г.         | ISBN 978-4-04-734655-0 |
| 9 | Omnes una manet nox «Всех ожидает одна и та же ночь»       | 12 января 2018 г.       | ISBN 978-4-04-734877-6 |

### Манга
| №  | Япония: дата публикации | Япония: ISBN           |
| -- | ----------------------- | ---------------------- |
| 1  | 10 декабря 2016 г.      | ISBN 978-4-0410-5125-2 |
| 2  | 26 декабря 2016 г.      | ISBN 978-4-0410-5126-9 |
| 3  | 26 января 2017 г.       | ISBN 978-4-0410-5127-6 |
| 4  | 10 апреля 2017 г.       | ISBN 978-4-0410-5533-5 |
| 5  | 10 мая 2017 г.          | ISBN 978-4-0410-5534-2 |
| 6  | 9 июня 2017 г.          | ISBN 978-4-0410-5766-7 |
| 7  | 11 ноября 2017 г.       | ISBN 978-4-0410-5767-4 |
| 8  | 26 февраля 2018 г.      | ISBN 978-4-0410-6544-0 |
| 9  | 26 апреля 2018 г.       | ISBN 978-4-0410-6943-1 |
| 10 | 25 сентября 2018 г.     | ISBN 978-4-0410-6941-7 |
| 11 | 25 ноября 2018 г.       | ISBN 978-4-0410-6945-5 |

### Аниме
Аниме-адаптация в виде сериала, снятого студией NUT, выходила в эфир с 6 января до 31 марта 2017 года. Позже компанией Crunchyroll было произведено его лицензирование на территории Северной Америки. Открывающей композицией сериала является «JINGO JUNGLE» в исполнении Myth & Roid, а закрывающей — «Los! Los! Los!», которую спела озвучивавшая Таню Аой Юки.

### Фильм
Продолжение аниме-адаптации вышло в виде фильма, снятого той же студией NUT, премьера в Японии состоялась 8 февраля 2019 года. Фильм показали в США ограниченным кинопрокатом 16 мая 2019, позже, фильм был показан в Лондоне на Комик Коне 26 мая. Фильм был выпущен на Crunchyroll для премиум пользователей 12 сентября, и 19 сентября для бесплатного просмотра. Также фильм был показан на Комик Кон Сидней 23 и 30 июня. Все эти показы были организованы Crunchyroll.

### Кроссовер
9 апреля 2019 года по произведению в виде аниме-сериала был выпущен кроссовер Isekai Quartet.

## Критика
Серия получила положительные оценки рецензентов. В обзоре первого тома ранобэ критик портала Anime News Network Терон Мартин отметил, что завязка произведения происходит по стандартному сюжетному ходу «исэкай», который в этом случае предлагается в «более тёмном, смелом и философском варианте». Обозреватель расценил протагониста ранобэ как интересного персонажа, но также сделал предупреждение о том, что текст изобилует тщательными описаниями военных и магических особенностей мира, которые бывают и излишне скрупулёзными. Этого же мнения придерживалась и рецензент The Fandom Post Сакура Эриэс, подчеркнувшая сложность восприятия текста.
В качестве достоинств аниме-адаптации обозреватели отмечали то, что сериал удерживает на всём своём протяжении зрительский интерес, сочетая военную тематику с неплохим юмором, но отличается специфическим дизайном персонажей и обрывается с явной недосказанностью.